# Cuterebra ruficrus
Cuterebra ruficrus är en tvåvingeart som först beskrevs av Austen 1933.  Cuterebra ruficrus ingår i släktet Cuterebra och familjen styngflugor. Inga underarter finns listade i Catalogue of Life.